# Segnali di indicazione nella segnaletica verticale europea

## Segnali di normative speciali
|                                      | Austria | Belgio | Danimarca | Estonia        | Finlandia | Francia | Germania       | Grecia         | Irlanda        | Islanda        | Italia | Norvegia | Paesi Bassi | Polonia | Regno Unito    | Repubblica Ceca | Russia & Bielorussia | Slovacchia | Spagna | Svezia | Svizzera | Ucraina | Ungheria |
| ------------------------------------ | ------- | ------ | --------- | -------------- | --------- | ------- | -------------- | -------------- | -------------- | -------------- | ------ | -------- | ----------- | ------- | -------------- | --------------- | -------------------- | ---------- | ------ | ------ | -------- | ------- | -------- |
| Senso unico                          |         |        |           |                |           |         | Non utilizzato |                |                |                |        |          |             |         |                |                 |                      |            |        |        |          |         |          |
| Senso unico                          |         |        |           |                |           |         |                | Non utilizzato |                |                |        |          |             |         |                |                 |                      |            |        |        |          |         |          |
| Attraversamento pedonale             |         |        |           |                |           |         |                |                | o              |                |        |          |             |         |                |                 |                      |            |        | o      |          |         |          |
| Zona residenziale                    |         |        |           |                |           |         |                |                | Non utilizzato |                |        |          |             |         |                |                 |                      |            |        |        | o        |         |          |
| Strada riservata ai veicoli a motore |         |        |           | Non utilizzato |           |         |                |                | Non utilizzato | Non utilizzato |        |          |             |         | Non utilizzato |                 |                      |            |        |        |          |         |          |
| Autostrada                           |         |        |           |                |           |         |                |                |                | Non utilizzato |        |          |             |         |                |                 |                      |            |        |        |          |         |          |
|                                      | Austria | Belgio | Danimarca | Estonia        | Finlandia | Francia | Germania       | Grecia         | Irlanda        | Islanda        | Italia | Norvegia | Paesi Bassi | Polonia | Regno Unito    | Repubblica Ceca | Russia & Bielorussia | Slovacchia | Spagna | Svezia | Svizzera | Ucraina | Ungheria |

## Segnali di indicazione
|                     | Austria | Belgio | Danimarca | Estonia        | Finlandia | Francia | Germania       | Grecia | Irlanda        | Islanda        | Italia | Norvegia | Paesi Bassi | Polonia | Regno Unito    | Repubblica Ceca | Russia & Bielorussia | Slovacchia | Spagna | Svezia | Svizzera | Ucraina | Ungheria |
| ------------------- | ------- | ------ | --------- | -------------- | --------- | ------- | -------------- | ------ | -------------- | -------------- | ------ | -------- | ----------- | ------- | -------------- | --------------- | -------------------- | ---------- | ------ | ------ | -------- | ------- | -------- |
| Strada senza uscita |         |        |           |                |           |         |                |        |                |                |        |          |             |         |                |                 |                      |            |        |        |          |         |          |
| Ospedale            |         |        |           | Non utilizzato |           | o       | Non utilizzato |        |                |                |        |          |             |         | o              |                 |                      |            |        |        |          |         |          |
| Pronto soccorso     |         |        |           |                |           |         |                |        | Non utilizzato |                |        |          |             |         | Non utilizzato |                 |                      |            |        |        |          |         |          |
| Farmacia            |         |        |           | Non utilizzato |           |         |                |        |                |                |        |          |             |         |                |                 |                      |            |        |        |          |         |          |
| Fermata autobus     |         |        |           |                | o         |         |                |        |                |                |        |          |             |         |                | o               |                      |            |        |        |          |         |          |
| Galleria            |         |        |           |                |           |         |                |        | Non utilizzato | Non utilizzato | o      |          |             |         | Non utilizzato |                 |                      |            |        |        |          |         |          |
| Parcheggio          |         |        |           |                |           |         |                |        | o              |                |        |          |             |         |                |                 |                      |            |        |        |          |         |          |
|                     | Austria | Belgio | Danimarca | Estonia        | Finlandia | Francia | Germania       | Grecia | Irlanda        | Islanda        | Italia | Norvegia | Paesi Bassi | Polonia | Regno Unito    | Repubblica Ceca | Russia & Bielorussia | Slovacchia | Spagna | Svezia | Svizzera | Ucraina | Ungheria |

## Segnali di confine
|                               | Austria | Belgio | Danimarca | Estonia | Finlandia | Francia | Germania | Grecia | Irlanda        | Islanda        | Italia | Norvegia | Paesi Bassi | Polonia | Regno Unito    | Repubblica Ceca | Russia & Bielorussia | Slovacchia | Spagna | Svezia | Svizzera | Ucraina | Ungheria |
| ----------------------------- | ------- | ------ | --------- | ------- | --------- | ------- | -------- | ------ | -------------- | -------------- | ------ | -------- | ----------- | ------- | -------------- | --------------- | -------------------- | ---------- | ------ | ------ | -------- | ------- | -------- |
| Confine di Stato tra Paesi UE |         | o      |           |         | o         |         |          |        | Non utilizzato | Non utilizzato |        |          |             |         | Non utilizzato |                 | Non utilizzato       |            |        |        |          |         |          |
| Limiti generali di velocità   |         |        |           |         |           |         |          |        | Non utilizzato |                |        |          |             |         |                |                 |                      |            |        |        |          |         |          |
|                               | Austria | Belgio | Danimarca | Estonia | Finlandia | Francia | Germania | Grecia | Irlanda        | Islanda        | Italia | Norvegia | Paesi Bassi | Polonia | Regno Unito    | Repubblica Ceca | Russia & Bielorussia | Slovacchia | Spagna | Svezia | Svizzera | Ucraina | Ungheria |

## Posto di controllo
|                      | Austria | Belgio | Danimarca | Estonia        | Finlandia | Francia | Germania       | Grecia | Irlanda        | Islanda        | Italia         | Norvegia | Paesi Bassi | Polonia | Regno Unito    | Repubblica Ceca | Russia & Bielorussia | Slovacchia | Spagna | Svezia | Svizzera | Ucraina | Ungheria |
| -------------------- | ------- | ------ | --------- | -------------- | --------- | ------- | -------------- | ------ | -------------- | -------------- | -------------- | -------- | ----------- | ------- | -------------- | --------------- | -------------------- | ---------- | ------ | ------ | -------- | ------- | -------- |
| Dogana               |         |        |           |                |           |         |                |        | Non utilizzato | Non utilizzato |                |          | o           |         | Non utilizzato |                 |                      |            |        | o      | o        |         | o        |
| Polizia              |         |        |           |                |           | o       | Non utilizzato |        | Non utilizzato | Non utilizzato |                |          |             |         |                |                 |                      |            |        |        | o        |         |          |
| Stazione di pedaggio |         |        |           | Non utilizzato |           |         | o              |        | Non utilizzato |                |                |          |             |         | Non utilizzato |                 |                      |            | o      |        |          |         |          |
| Altro controllo      |         |        |           |                |           |         | Non utilizzato |        | Non utilizzato | Non utilizzato | Non utilizzato |          |             |         | Non utilizzato |                 |                      |            |        |        |          |         |          |
|                      | Austria | Belgio | Danimarca | Estonia        | Finlandia | Francia | Germania       | Grecia | Irlanda        | Islanda        | Italia         | Norvegia | Paesi Bassi | Polonia | Regno Unito    | Repubblica Ceca | Russia & Bielorussia | Slovacchia | Spagna | Svezia | Svizzera | Ucraina | Ungheria |